# Intravasación
La intravasación es la invasión de células cancerosas a través de la membrana basal en un vaso sanguíneo o linfático.  La intravasación es uno de los diversos acontecimientos carcinogénicos que inician la huida de las células cancerosas de sus lugares primarios. Otros mecanismos incluyen la invasión a través de membranas basales, extravasación y colonización de sitios metastásicos distantes.La quimiotaxis de las células cancerosas también se basa en este comportamiento migratorio para llegar a un destino secundario designado para la colonización de las células cancerosas.

## Factores contribuyentes
Uno de los genes que contribuyen a la intravasación codifica para la uroquinasa (uPA), una serina proteasa capaz de degradar proteolíticamente varios componentes de la matriz extracelular y la membrana basal alrededor de los tumores primarios. uPA también activa múltiples factores de crecimiento y metaloproteinasas de matriz (MMP) que contribuyen aún más a la degradación de la matriz extracelular, permitiendo así la invasión y la intravasación de las células tumorales.
Un supresor de metástasis recientemente identificado, el receptor de neurotrofina p75 (p75NTR), es capaz de suprimir la metástasis en parte, haciendo que proteasas específicas, como uPA, se regulen a la baja.
Los macrófagos asociados a tumores (TAMs) han demostrado estar presentes en abundancia en los microambientes de los tumores metastásicos. Los estudios han revelado que los macrófagos potencian la migración e intravasación de células tumorales mediante la secreción de factores quimiotácticos y quimiocinéticos, la promoción de la angiogénesis, la remodelación de la membrana extracelular y la regulación de la formación de fibras de colágeno. 
Grupos de tres tipos celulares (un macrófago, una célula endotelial y una célula tumoral) conocidos colectivamente como microambiente tumoral de metástasis (TMEM por sus siglas en inglés) pueden permitir que las células tumorales entren en los vasos sanguíneos.

## Intravasación activa y pasiva
Los tumores pueden utilizar métodos activos y pasivos para entrar en la red vascular. Algunos estudios sugieren que las células cancerosas se desplazan activamente hacia los vasos sanguíneos o linfáticos en respuesta a gradientes de nutrientes o quimiocinas, mientras que otros aportan pruebas a favor de la hipótesis de que la metástasis en sus primeras fases es más bien un comportamiento aleatorio.
En la intravasación activa, las células cancerosas migran activamente hacia los vasos sanguíneos cercanos y luego se mueven dentro de ellos. El primer paso en este proceso es la adhesión específica a las células endoteliales venosas, seguida de la adhesión a proteínas de la membrana basal subendotelial, como la laminina y los tipos IV y V de colágeno. El último paso es la adhesión de la célula tumoral metastásica a elementos del tejido conectivo como fibronectina colágeno tipo I, y hialuronano, lo que es necesario para el movimiento de la célula tumoral hacia el estroma subendotelial y el posterior crecimiento en el lugar secundario de colonización.
La intravasación pasiva se refiere a un proceso en el que los tumores metastatizan a través del desprendimiento pasivo. La evidencia de esto se observa cuando el número de células tumorales liberadas a la circulación aumenta cuando el tumor primario experimenta un traumatismo.  Se ha demostrado que las células que crecen en espacios restringidos se empujan unas contra otras, lo que provoca el aplanamiento de los vasos sanguíneos y linfáticos, forzando potencialmente a las células a entrar en dichos vasos.

## Transición epitelio-mesénquima e intravasación
Se ha planteado la hipótesis de que la transición epitelio-mesénquima (EMT, por sus siglas en inglés) es un requisito absoluto para la invasión tumoral y la metástasis, aunque se ha demostrado que tanto las células EMT como las no EMT cooperan para completar el proceso de metástasis espontánea. Las células EMT con fenotipo migratorio degradan la matriz extracelular y penetran en el tejido local y en los vasos sanguíneos o linfáticos, facilitando así la intravasación. Las células no EMT también pueden migrar junto con las células EMT para penetrar en los vasos sanguíneos o linfáticos. Aunque ambos tipos celulares persisten en la circulación, las células EMT no logran adherirse a la pared del vaso en el sitio secundario, mientras que las células no EMT, que tienen mayores propiedades adhesivas, son capaces de adherirse a la pared del vaso y extravasarse al sitio secundario donde se podría iniciar la metástasis.